# Parthenocissus dalzielii
Parthenocissus dalzielii är en vinväxtart som beskrevs av Gagnepain. Parthenocissus dalzielii ingår i släktet vildvinssläktet, och familjen vinväxter. Inga underarter finns listade i Catalogue of Life.